# Ода Тацукацу
Ода Тацукацу (яп. 織田達勝; ум. 1513) — даймё периода Сэнгоку, глава одной из основных ветвей рода Ода, один из основных противников Оды Нобухидэ при объединении провинции Овари.

## Биография
После смерти старшего брата Тацусады в 1513 году унаследовал крепость Киёсу и вошёл в совет правительства Овари, куда также входил Ода Нобусада из крепости Сёбата, дед объединителя Японии Оды Нобунаги. В 1530 году получил право издавать указы от лица губернатора провинции Сибы Ёситацу, что стало началом конфликта с Одой Нобусадой. В 1532 году разгромил Оду Нобухидэ, сына Нобусады, в битве при Отае. На этом упоминания Тацукацу заканчиваются. Его преемником стал его приемный сын Нобутомо.